# 布格施蓬海姆
布格施蓬海姆是德国莱茵兰-普法尔茨州的一个市镇。总面积1.10平方公里，总人口257人，其中男性123人，女性134人（2011年12月31日），人口密度234人/平方公里。